# Хокинс, Нейт
Натаниел Алфред Хокинс (англ. Nathaniel Alfred Hawkins; 8 февраля 1950, Хьюстон, Техас — 31 января 2021, там же) — профессиональный американский футболист, принимающий. Выступал в НФЛ в сезоне 1975 года в составе «Хьюстон Ойлерз». На студенческом уровне играл за команду Невадского университета в Лас-Вегасе. На драфте НФЛ 1972 года был выбран в шестнадцатом раунде.

## Биография
Нейт Хокинс родился 8 февраля 1950 года в Хьюстоне. Окончил старшую школу имени Букера Вашингтона, во время учёбы занимался тремя видами спорта. В 1968 поступил в Невадский университет в Лас-Вегасе, где сразу же стал одним из основных принимающих футбольной команды. В 1970 году в игре против Айдахо Стейт установил рекорд команды, сделав четыре тачдауна на приёме. В 1972 году стал первым в истории университета игроком, выбранным на драфте НФЛ. За четыре сезона в составе команды набрал на приёме 1896 ярдов с 16 тачдаунами. Позднее был избран в Зал спортивной славы университета.
На драфте НФЛ 1972 года был выбран «Питтсбургом» в шестнадцатом раунде. В лиге дебютировал в 1975 году, сыграв 11 матчей в составе клуба «Хьюстон Ойлерз». После завершения карьеры жил в Хьюстоне, занимался бизнесом.
Нейт Хокинс скончался 31 января 2021 года от COVID-19.